# Silviya Svejenova
Silviya Svejenova Velikova (auch Silwija Sweschenowa Welikowa geschrieben, bulgarisch Силвия Свеженова Великова; * 21. Oktober 1973) ist eine bulgarische Wirtschaftswissenschaftlerin und Professorin des Business Policy Departments der ESADE Business School in Barcelona, wo sie Strategie und Unternehmertum unterrichtet. Zusätzlich ist Svejenova "Professorin mit speziellen Verantwortlichkeiten" (Professor with Special Responsibilities) der Copenhagen Business School.

## Leben
Nach ihrem Master-Studium an der Wirtschaftsuniversität Warna studierte Svejenova an der IESE Business School in Navarra im Fach Business Management und promovierte dort auch (Doctora en Ciencias Económicas y Empresariales). Sie vertiefte ihre Wissen mit einem postgradualen Studium in Navarra und der Harvard Business School.
Sie arbeitete als Dozent an der Cranfield School of Management in Großbritannien, der ESCI Business School in Barcelona sowie der Wirtschaftsuniversität Warna und arbeitete als Research Associate am Lehrstuhl für allgemeines management der IESE Business School.
Neben ihren akademischen Aktivitäten unterrichtet Svejenova in Fortbildungsprogrammen in Spanien, Deutschland, Frankreich, Lettland, Luxemburg, Portugal, den Niederlanden und Großbritannien. Ihr Lehrgang "International Entrepreneurship" wurde durch CEMS (The Global Alliance in Management Education) zum Kurs des Jahres 2008 ernannt.
Seit 2004 ist Svejenova Mitglied des Boards von EGOS und betreut seit 2002 als Mitorganisator die EGOS Colloquia zu kreativen Industrien. 2011 wurde sie stellvertretende Vorsitzende der EGOS.

## Interessengebiete
Svejenova forscht in der allgemeinen Organisationstheorie, Strategie und Unternehmertum, untersucht Innovative Business-Modelle, Modelle der Kreativität, das Management und Wachstum in kreativen Branchen, Interpersonelle und Inter-organisationelle Netzwerke, Co-Leadership und andere Themen.

## Bibliografie
10 Werke von Frau Svejenova werden in 19 Veröffentlichungen von 515 Bibliotheken angeboten.
- L. Vives, K. Asakawa, S. Svejenova: Innovation and the multinational enterprise. In: T. Devinney, T. Pedersen, L. Tihanyi (Hrsg.): The past, present and future of international business and management. Emerald, Bingley 2010, ISBN 978-0-85724-085-9, S. 497–523.
- S. Svejenova, M. Planellas, L. Vives: An individual business model in the making: A chef's quest for creative freedom. In: Long Range Planning. Band 43, Nr. 2-3, 2010, S. 408–430.
- L. Vives, S. Svejenova: Innovando en el modelo de negocio: la creación de la banca cívica. In: Universia Business Review: Revista Trimestral de Dirección de Empresas. Nr. 23, 2009, S. 70–85.
- L. Vives, S. Svejenova: Peripheral view for international strategy: Exploring vistas of the field's future. In: S. Tallman (Hrsg.): A new generation in international strategic management. Edward Elgar, Cheltenham (U.K.) 2007, ISBN 978-1-84720-038-9, S. 3–19.
- M. Planellas, S. Svejenova: Ferran Adrià and el Bulli. 07/2007.
- S. Svejenova, C. Mazza, M. Planellas: Cooking up change in haute cuisine: Ferran Adrià as an institutional entrepreneur. In: Journal of Organizational Behavior. Band 28, Nr. 5, 2007, S. 539–561.
- S. Svejenova, J. L. Alvarez: Network perspective. In M. Jenkins, V. Ambrosini, N. Collier (Hrsg.): Advanced strategic management: A multi-perspective approach. Palgrave MacMillan, Basingktoke 2007, ISBN 978-1-4039-8592-7, S. 185–195.
- S. Svejenova, M. Koza, A. Lewin: The enforcement space: A perspective on stability of strategic alliances. In: A. Ariño, J. Reuer (Hrsg.): Strategic alliances: Governance and contracts. Palgrave MacMillan, Houndmills (U.K.) 2006, ISBN 1-4039-9592-3, S. 159–169.
- S. Svejenova, L. Vives: Quo Vadis, Europe? In: Academy of Management Perspectives. 2006, S. 82–84.
- S. Svejenova: How much does trust really matter? Some reflections on the significance and implications of Madhok's trust-based approach. In: Journal of International Business Studies. Band 37, Nr. 1, 2006, S. 12–20.
- S. Svejenova: "The path with the heart": Creating the authentic career. In: Journal of Management Studies. Band 42, Nr. 5, 2005, S. 947–974.
- J. L. Alvarez, S. Svejenova: Symbiotic Careers in Movie Making: Pedro and Agustín Almodóvar. In: Maury Peiperl, Michael Arthur, N. Anand (Hrsg.): Career Creativity: Explorations in the remaking of Work. Oxford University Press, Oxford 2002, ISBN 0-19-924871-0, ISBN 0-19-924872-9, S. 183–208.